# Canal 4

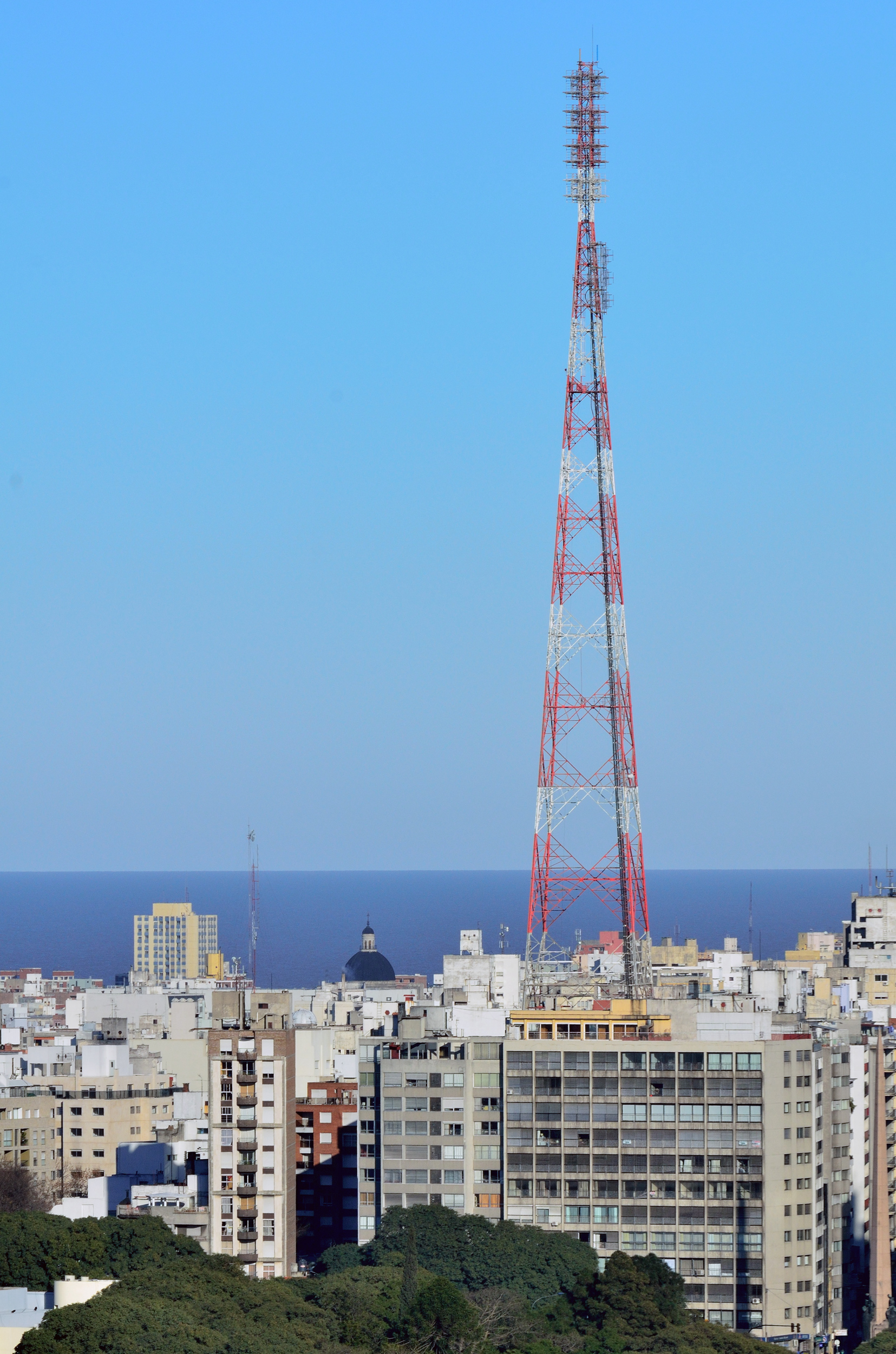
Antenne des Senders in Montevideo

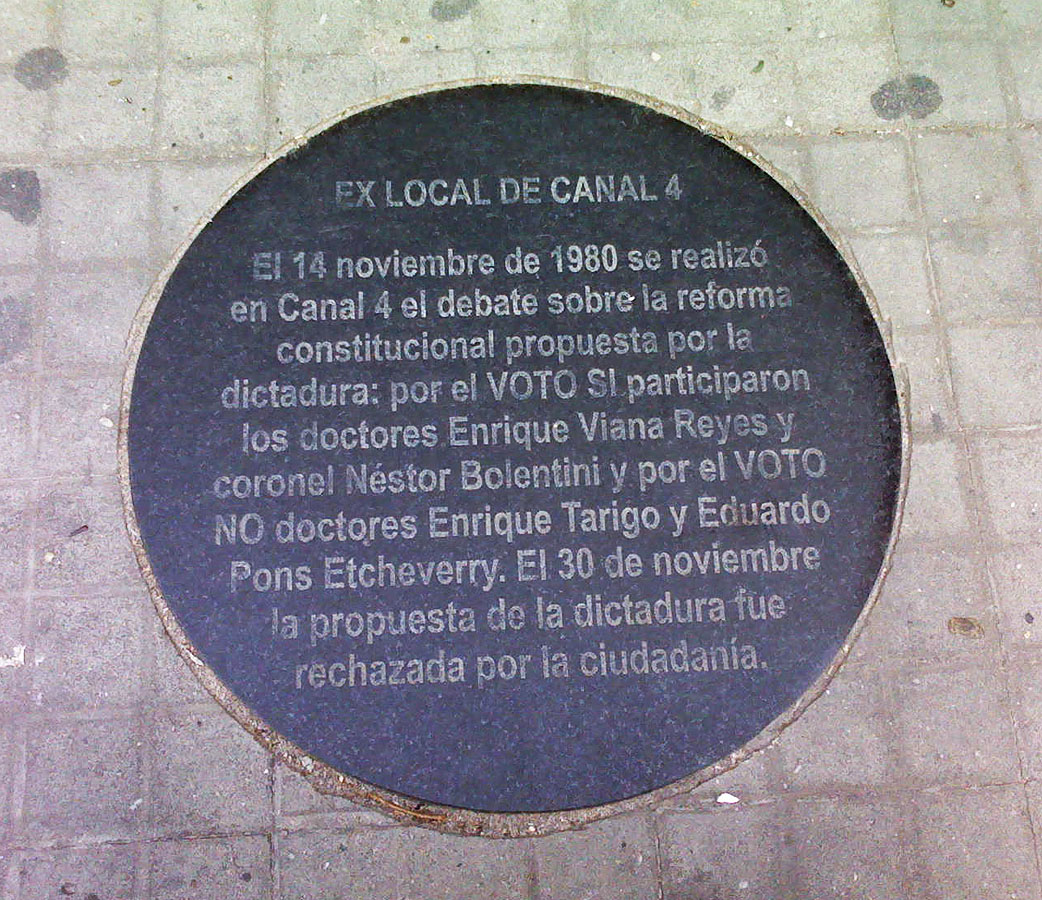
Plakette am alten Standort des Senders zum Gedenken an die Debatte zur Verfassungsreform

Canal 4 (bis März 2019 Monte Carlo TV) ist ein privater uruguayischer Fernsehsender in Montevideo. Der Sender ging am 23. April 1961 auf Sendung. Er ist ein Mitglied der Organización de Telecomunicaciones de Iberoamérica. Der Sender hat in den 80er Jahren die Debatte zur Verfassungsreform mitgestaltet, wovon noch heute eine Plakette am alten Standort des Senders kündet (siehe Abbildung).

## Sendungen

### Ausgestrahlte Sendungen
- Buen Día Uruguay
- Algo Contigo
- Telenoche (Nachrichten)
  - Telenoche Segunda
- Telebuendía
- Olas y Vientos
- El Emprendedor
- Agro 4
- Supersport
- En Foco
- Agitando Una Más
- Dr. en Casa
- Proyecto Mi Casa
- Día de Perros
- Teledía
- Sé Lo Que Viste
- AM
- Santa Misa
- MasterChef
- MasterChef Junior
- Tu cara me suena
- Con Verónica
- Parentela
- Santo y Seña
- Amores con trampa (Telenovela)
- Entre Caníbales (Telenovela)
- La sombra del pasado (Telenovela)
- Big Time Rush (Fernsehserie)
- The Cleveland Show (Animation)
- Iubire și Onoare (Fernsehserie)
- Ezel (Fernsehserie)
- Futurama (Fernsehserie)
- Glee (Fernsehserie)
- iCarly (Fernsehserie)
- Modern Family (Fernsehserie)
- New Girl (Fernsehserie)
- Family Guy (Animation)
- Sam & Cat (Fernsehserie)
- The Blacklist (Fernsehserie)
- White Collar (Animation)

### Ehemalige Sendungen
- Breaking Bad (Fernsehserie)
- La ronca de oro (Fernsehserie)
- El color de la pasión (Telenovela)
- Welcome to the Family (Fernsehserie)
- Viudas e hijos del rock and roll (Telenovela)
- Santa Diabla (Telenovela)
- Lo que la vida me robó (Telenovela)
- Por siempre mi amor (Telenovela)
- Corona de lágrimas (Telenovela)
- Amor Bravío (Telenovela)
- Corazón Valiente (Telenovela)
- Aquí mando yo (Telenovela)
- La que no podía amar (Telenovela)
- La fuerza del destino (Telenovela)
- Dos Hogares (Telenovela)
- Los Herederos del Monte (Telenovela)
- Triunfo del amor (Telenovela)
- Soy tu dueña (Telenovela)
- Cuidado con el ángel (Telenovela)
- Rosalinda (Telenovela)
- Marimar (Telenovela)